# Acordul de la Bretton Woods

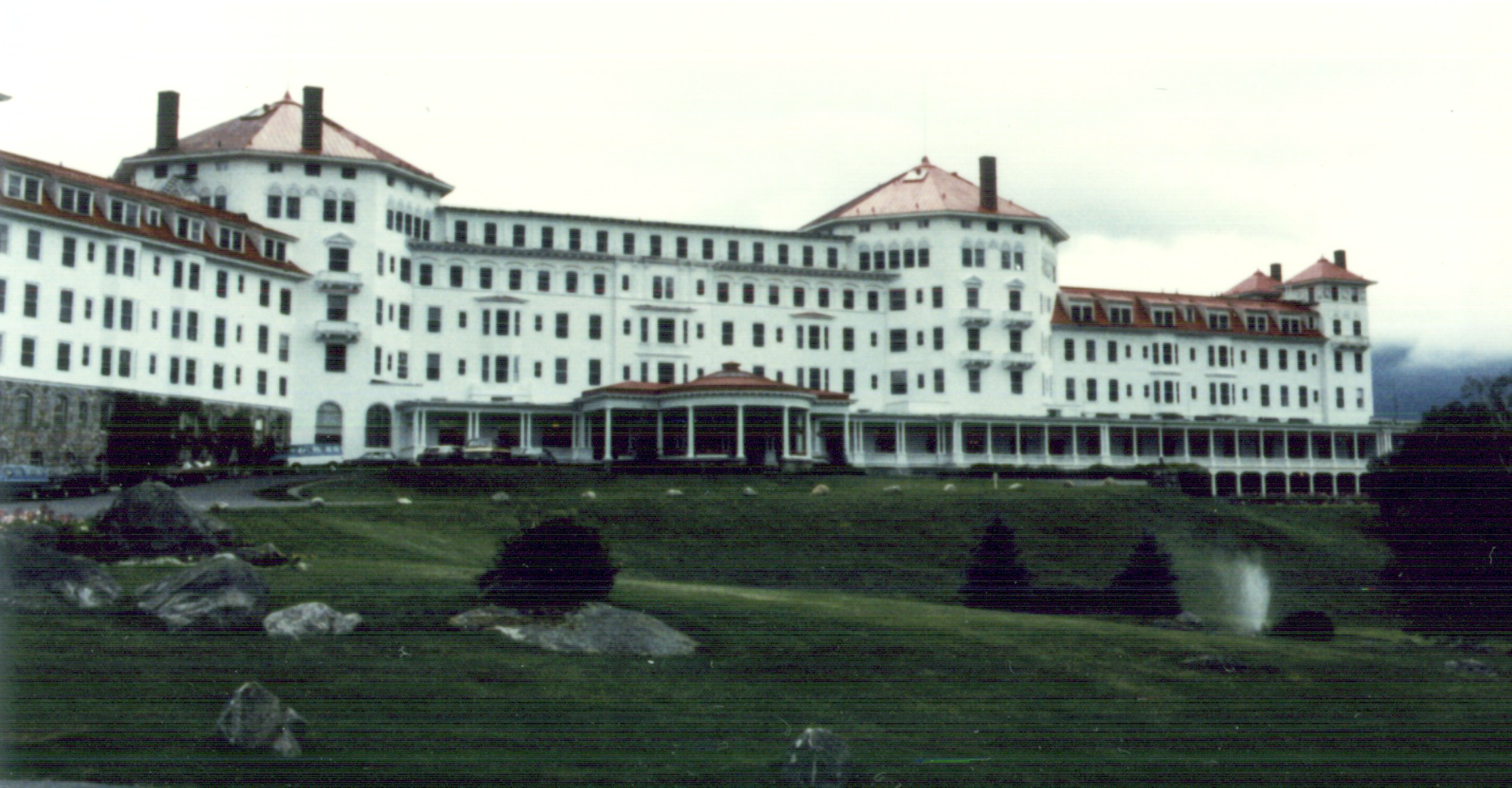
Locul conferinței, Hotelul Mount Washington

Acordul de la Bretton Woods sau Conferința de la Bretton Woods a fost o conferință internațională cu temă monetară și financiară ținută la Hotelul Mount Washington din Bretton Woods, New Hampshire, SUA în perioada 1-22 iulie 1944.

## Prezență
La conferință au participat 730 de delegați din 44 țări, excluzând țările care făceau parte din Axă. Scopul conferinței era reglementarea problemelor monetare și financiare după încheierea celui de-al Doilea Război Mondial. 
La conferință au fost înființate Banca Internațională pentru Reconstrucție și Dezvoltare (BIRD), Acordul General pentru Tarife și Comerț (GATT) și Fondul Monetar Internațional (FMI).  

## Scopurile conferinței

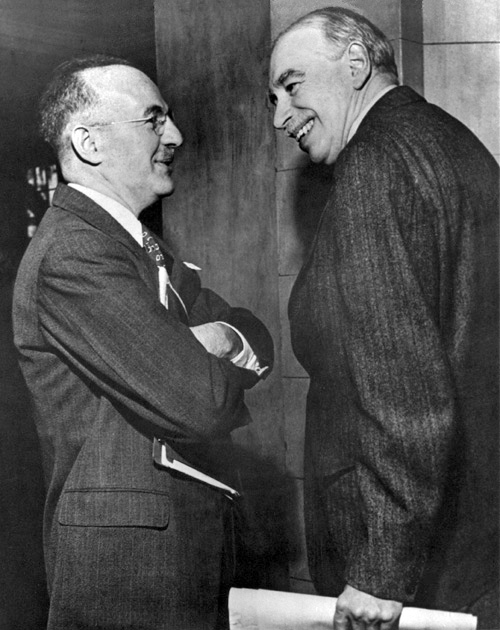
Whitea și Keynes

Conferința de la Bretton Woods a avut loc în luna iulie 1944, dar nu a devenit operativă până la sfârșitul lunii decembrie 1958, când toate monedele europene au devenit convertibile. În cadrul acestui sistem, au fost înființate FMI și BIRD. FMI a fost dezvoltat ca un organism internațional permanent. 
Protagoniștii conferinței au fost  Harry Dexter White, asistentul secretarului Trezoreriei SUA și britanicul John Maynard Keynes
Rezumatul acordurilor stipula: „Națiunile trebuie să se consulte și să convină asupra modificărilor monetare internaționale care le afectează. Ele trebuie să scoată în afara legii practicile care sunt dăunătoare pentru prosperitatea lumii, și ei trebuie să se sprijine reciproc pentru a depăși dificultățile pe termen scurt”.
BIRD a fost creat pentru a accelera reconstrucția postbelică, pentru a ajuta stabilitatea politică, precum și pentru a promova pacea. Acest lucru a fost îndeplinit prin crearea unui program pentru reconstrucție și dezvoltare.
Punctele principale ale acordului erau:
1. Formarea FMI și BIRD (în prezent ambele parte a Băncii Mondiale)
2. Fixarea ratei de schimb
3. Se impunea convertibilitatea valutelor pentru tranzacțiile comerciale
4. În cazul în care rata de schimb nu era favorabilă balanței de plăți, guvernele au dreptul să intervină și să revizuiască rata de schimb cu până la 10%.
5. Toate țările membre erau obligate să se afilieze la FMI.